# Tobeornottobe
Tobeornottobe er en eksperimentalfilm instrueret af Anna Neye Poulsen efter eget manuskript.

## Handling
"Life's but a walking shadow, a poor player / That struts and frets his hour upon the stage / And then is heard no more." (Macbeth V.5.) Hvem er forfatteren til bogen "Livet"? Er det os selv, en gud, William Shakespeare? Hvem bestemmer, hvornår vi fødes, lever og dør? Og hvem bestemmer, at beslutningen om at tage sit eget liv er en tragedie og ikke en triumferende dans over et glinsende parketgulv med Astair?